# Kapuzinerberg
Le Kapuzinerberg est une colline au centre de la ville de Salzbourg, en Autriche, sur la rive droite de la Salzach. En face, sur la rive gauche, se trouvent les Mönchsberg, Rainberg et Festungsberg avec la forteresse de Hohensalzburg. La montagne culmine à 636 m d'altitude, à environ 200 m au-dessus du niveau de la ville. L'ancien nom du Kapuzinerberg était Imberg, qui se réfère aujourd'hui principalement à ses contreforts du côté de la ville.

## Histoire
Sur le Kapuzinerberg se trouve un couvent des Capucins, construit de 1599 à 1605 à partir d'une fortification médiévale (Trompeterschlösschen). Sur le chemin de Linzergasse au couvent, il y a 11 chapelles du Calvaire et deux autres chapelles construites entre 1736 et 1744, initiées par les Capucins dans l'esprit franciscain. Non loin du couvent se trouvent la tour de défense du Felixpforte, un mémorial à Wolfgang Amadeus Mozart et le Paschinger Schlössl, connu comme l'ancienne maison de Stefan Zweig.
À l'ouest ont été sécurisés l'espace au-dessus de l'ancienne porte de pierre, trois hautes plates-formes défensives du cavalier de la Große Linzertor, le cavalier de la Kleine Linzertor et les deux cavaliers au nord et au nord-est au-dessus de la Linzer Straße et de la vallée de la Gnigl. Aujourd'hui, les cavaliers sont des points de vue importants. Les longs murs défensifs érigés sur des rochers escarpés avec leurs petites maisons de garde (Auslug) au sud et au sud-est de la montagne protégeaient la montagne au-dessus de la Steingasse. La plupart des fortifications sont bien conservées. Au sommet de la montagne se dresse la Franziskischlössl, accessible par un pont-levis et qui sert maintenant de petite auberge. Ces fortifications (à l'exception du court mur défensif de la Franziskustor à côté de la Linzergasse, construit à la fin du XIIIe siècle) datent toutes de l'époque du prince archevêque Paris von Lodron et de la guerre de Trente Ans.

## Ascension et environnement
Le Kapuzinerberg est accessible par l'Imbergstiege depuis la Steingasse, depuis la Franziskuspforte dans la Linzergasse ou depuis un sentier derrière le centre commercial Im Berg dans la Fürbergstraße. Il offre des possibilités de promenade le long des sentiers de randonnée, en particulier le long du Basteiweg qui longe les murs de fortification au sud et à l'est de la montagne. Il commence au Hettwer-Bastei sous le couvent des Capucins et se termine au Franziskischlössl. Le cavalier de la Kleine Linzertor est utilisé comme via ferrata (en dehors de la saison de reproduction des oiseaux qui s'y reproduisent dans la roche).
Avec ses zones forestières, la montagne est l'un des « poumons verts » de Salzbourg. Les caractéristiques biologiques de la montagne incluent diverses plantes et animaux alpins rares dans la paroi nord froide et inaccessible (telles que l'Oreille d'ours et le Rhododendron cilié). Le grand corbeau se reproduit également dans les falaises calcaires accidentées. La montagne est désignée comme zone de protection du paysage depuis 1973.
Une colonie d'environ 12 à 15 chamois vit sur le Kapuzinerberg, que le service forestier de la ville nourrit toute l'année. En 2022, une chèvre de deux ans du zoo de Salzbourg (née au zoo de Karlsruhe) avec un émetteur fut amenée en tant que rafraîchissement génétique. La petite population remonte à un chamois qui s'est égaré ici en 1948 et à une chèvre qui y fut amenée.